# Os mortos van á présa
Os mortos van á présa (castellà: Los muertos van deprisa) és una pel·lícula gallega dirigida i escrita per Ángel de la Cruz que es va estrenar el 13 de març de 2009. Compta amb un equip gairebé totalment gallec, a excepció de l'actriu Neus Asensi, una de les protagonistes. Es va rodar a Ribadeo (província de Lugo), on va tenir lloc l'estrena. El rodatge es va haver de suspendre l'estiu del 2006 a causa de problemes de finançament, i es va reprendre un temps després.
El paper de Cándido era interpretar Fernando Fernán Gómez, que va morir abans del rodatge i va ser substituït per Jean-Claude Guimard.

## Argument
La pel·lícula explica les històries de tres parelles pertanyents a generacions diferents, amb un poble de pescadors i les creences de la Galícia tradicional com a fons. La història comença quan una camionera, Irene, arriba al poble i el seu vehicle queda atrapat en un pont, cosa que impedeix el trasllat del fèretre d’un home que acabava de morir aquell mateix dia.

## Repartiment
- Chete Lera	(Filomeno)
- Belén Constenla (Venancia)
- Neus Asensi (Irene)
- Manuel Manquiña (Gerónimo)
- Sergio Bermúdez (César)
- María Castro (María)
- Gonzalo Uriarte (Fermín)
- Ernesto Chao (Cifuentes)
- Xosé Manuel Olveira "Pico" (Ramón)
- Berta Ojea (Maruxa)
- Luma Gómez (Aniña)
- Antonio Durán "Morris" (Don Daniel)
- Antonio Mourelos (Don Matías)
- Manuel Lourenzo (Paco)
- Xosé Bonome (Josito)
- Finola Vázquez (Roxelia)
- Jean-Claude Guimard (Papá Cándido)
- Rosa Álvarez (Carmiña)
- Santi Prego (sacristán)
- Silvana Counago (Nerea)
- Isabel Risco (Presentadora)
- Paco Lodeiro (Presentador)

## Premis i nominacions
La pel·lícula va rebre 20 nominacions en la 7a edició dels Premis Mestre Mateo, dels quals va guanyar 9: Millor llargmetratge, Millor direcció de producció (María Liaño), Millor director de fotografia (Suso Bello), Millor maquillatge i perruqueria ([[[Raquel Fidalgo]] i Rosana Teijeiro), millor disseny de vestuari (Saturna), millor so (Carlos Faruolo), millor protagonista masculí ([[[Chete Lera]]), millor actuació secundària femenina (Belén Constenla) i millor actuació secundària masculina ([[[Xosé Manuel Olveira "Pico"]]).
Premis Mestre Mateo
| Any  | Categoria                     | Receptor                         | Resultat    |
| ---- | ----------------------------- | -------------------------------- | ----------- |
| 2009 | Millor pel·lícula             | Ángel de la Cruz                 | Guanyador   |
| 2009 | Millor director               | Ángel de la Cruz                 | Nominat     |
| 2009 | Millor actor                  | Chete Lera                       | Guanyador   |
| 2009 | Millor actriu                 | Neus Asensi                      | Nominada    |
| 2009 | Millor actor secundari        | Xosé Manuel Olveira "Pico"       | Guanyador   |
| 2009 | Millor actor secundari        | Antonio Durán "Morris"           | Nominat     |
| 2009 | Millor actor secundari        | Ernesto Chao                     | Nominat     |
| 2009 | Millor actriu secundària      | Belén Constenla                  | Guanyadora  |
| 2009 | Millor actriu secundària      | Berta Ojea                       | Nominada    |
| 2009 | Millor actriu secundària      | María Castro                     | Nominada    |
| 2009 | Millor actriu secundària      | Rosa Álvarez                     | Nominada    |
| 2009 | Millor guió                   | Ángel de la Cruz                 | Nominat     |
| 2009 | Millor direcció de producció  | María Liuanyo                    | Guanyador   |
| 2009 | Millor direcció artística     | Marta Villar                     | Nominat     |
| 2009 | Millor muntatge               | Mercedes Alted                   | Nominat     |
| 2009 | Millor música original        | Arturo Kress                     | Nominat     |
| 2009 | Millor so                     | Carlos Faroulo                   | Guanyador   |
| 2009 | Millor fotografia             | Suso Bello                       | Guanyador   |
| 2009 | Millor maquillatge i pentinat | Rosana Teijeiro e Raquel Fidalgo | Guanyadoras |
| 2009 | Millor disseny de vestuari    | Saturna                          | Guanyadora  |